# 400 mètres haies masculin aux championnats du monde d'athlétisme 1997
Navigation
Göteborg 1995 Séville 1999
L'épreuve du 400 mètres haies masculin des championnats du monde d'athlétisme 1997 s'est déroulée du 2 au 4 août 1997 au Stade olympique d'Athènes, en Grèce. Elle est remportée par le Français Stéphane Diagana.

## Résultats

### Finale
| Rang               | Athlète           | Pays           | Temps   | Notes |
| ------------------ | ----------------- | -------------- | ------- | ----- |
| Médaille d'or      | Stéphane Diagana  | France         | 47 s 70 | WL    |
| Médaille d'argent  | Llewellyn Herbert | Afrique du Sud | 47 s 86 | NR    |
| Médaille de bronze | Bryan Bronson     | États-Unis     | 47 s 88 |       |
| 4                  | Fabrizio Mori     | Italie         | 48 s 05 | NR    |
| 5                  | Samuel Matete     | Zambie         | 48 s 11 | SB    |
| 6                  | Ruslan Mashchenko | Russie         | 48 s 62 |       |
| 7                  | Dinsdale Morgan   | Jamaïque       | 49 s 06 |       |
| 8                  | Jiří Mužík        | Tchéquie       | 49 s 51 |       |

## Légende
Records et Performances
- AR : Record continental (area record)
- CR : Record des championnats (championship record)
- MR : Record du meeting (meet record)
- NR : Record national (national record)
- OR : Record olympique (olympic record)
- PR : Record paralympique (paralympic record)
- PB : Record personnel (personal best)
- SB : Meilleure performance personnelle de la saison (season's best)
- WL : Meilleure performance mondiale de l'année (world leader)
- WJR : Record du monde junior (world junior record)
- WR : Record du monde (world record)

Circonstances et Conditions
- DNF : N'a pas terminé (did not finish)
- DNS : N'a pas pris le départ (did not start)
- DQ : Disqualification (disqualification)
- NM : Aucun essai valable enregistré (No Mark)
- Q : Qualifié « directement » au prochain tour (ou à la prochaine compétition), lors d'une compétition majeure, grâce au classement ou à la réalisation des minima (automatic qualifier)
- q : Qualifié au prochain tour (ou à la prochaine compétition), lors d'une compétition majeure, grâce au repêchage ou à la réalisation de l'une des meilleures performances parmi celles des « non qualifiés directement » (grâce au meilleur temps ou à la meilleure distance par exemple) (secondary qualifier)